# Farneziltransferaza
Farneziltransferaza (EC 2.5.1.58, FTaze) je enzim sa sistematskim imenom farnezil-difosfat:protein-cistein farneziltransferaza. Ovaj enzim katalizuje sledeću hemijsku reakciju
farnezil difosfat + protein-cistein {\displaystyle \rightleftharpoons } S-farnezil protein + difosfat
Ovaj enzim, zajedno sa proteinskom geranilgeraniltransferazom tip I (EC 2.5.1.59) i II (EC 2.5.1.60) sačinjava proteinsku preniltransferaznu familiju enzima.

## Spoljašnje veze
- Protein+farnesyltransferase на 